# コンテンツ・スリー
株式会社コンテンツ・スリー（英: Contents・Three Co.,Ltd.）は、日本の制作プロダクション・芸能事務所。

## 来歴
2007年（平成19年）8月17日、「株式会社BIG FACE」として設立。映像作品の企画・制作を中心にクロスメディア事業（ライセンス事業、アニメ制作事業、ショップ・配信事業）、テレビ制作事業を主軸とする総合エンターテインメント企業を志向する。
2016年（平成28年）6月22日、日野晃博（レベルファイブ代表取締役）、加藤雅樹（NHN PlayArt代表取締役）を社外取締役に迎える。レベルファイブとは『ダンボール戦機』『イナズマイレブン』『妖怪ウォッチ』などの作品出資や、キャラクターショップ『ヨロズマート』の運営・商品開発を行っていた。
2018年（平成30年）7月1日、テレビ制作事業を株式会社Key Productionへ吸収分割と共に「株式会社コンテンツ3」に商号変更、CIを一新。社名の由来はアニメ・プロダクション・ライツの「3つのコンテンツを世界に発信する」という理念による。
2023年（令和5年）9月28日、「株式会社コンテンツ・スリー」に社名を変更。少数精鋭のスタイルで、特に芸能プロダクション事業に注力している。

## 所属タレント
※2025年3月現在
- 今田美桜
- 比嘉愛未
- 山下リオ
- 堀口真帆
- 漆山拓実
- 中畑光貴
- ハルキ

### 過去の所属
- 島村みやこ
- 小室さやか
- pugcat's（トン兄、岡本幸太）
- 福岡みなみ
- 大原梓
- さかたりさ
- 目代結菜